# Martinair

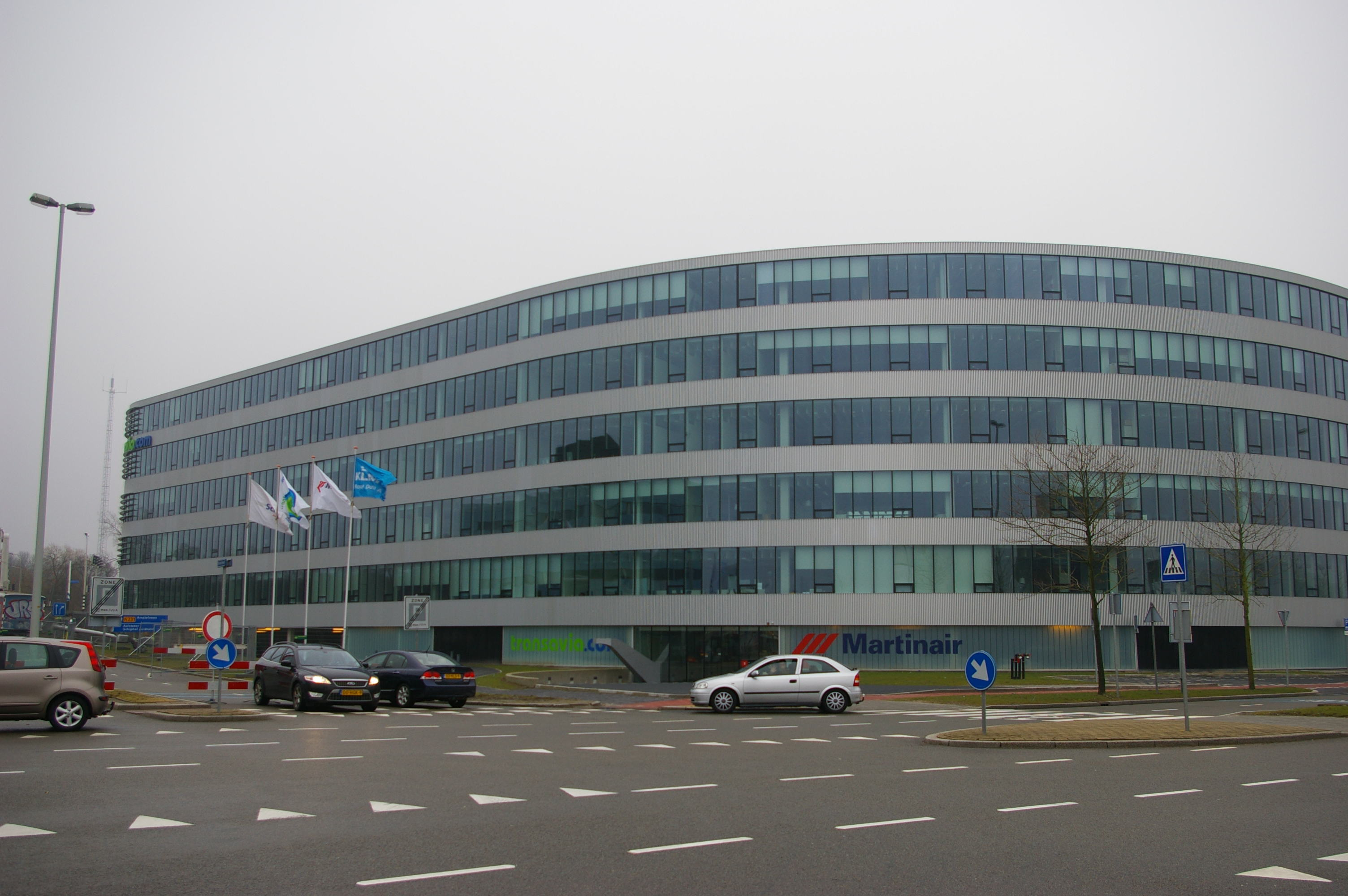
TransPort Building - Tiene las sedes del Martinair y Transavia.com

Martinair (Martinair Nertherland N.V.) es una aerolínea de carga neerlandesa fundada en Ámsterdam. Es parte de la compañía KLM. A partir de noviembre de 2011 Martinair se dedica únicamente al transporte de carga. También tiene parte en compañías de alimentos para vuelos y en la instrucción de aviación. Su centro de servicio es en el Aeropuerto Internacional de Schiphol en Ámsterdam desde donde operan las mayorías de sus vuelos. 
Martinair es conocida también por su posición importante en la carga de flores y caballos desde Sudamérica a Europa y viceversa. Martinair lleva carga a todos los continentes.

## Historia

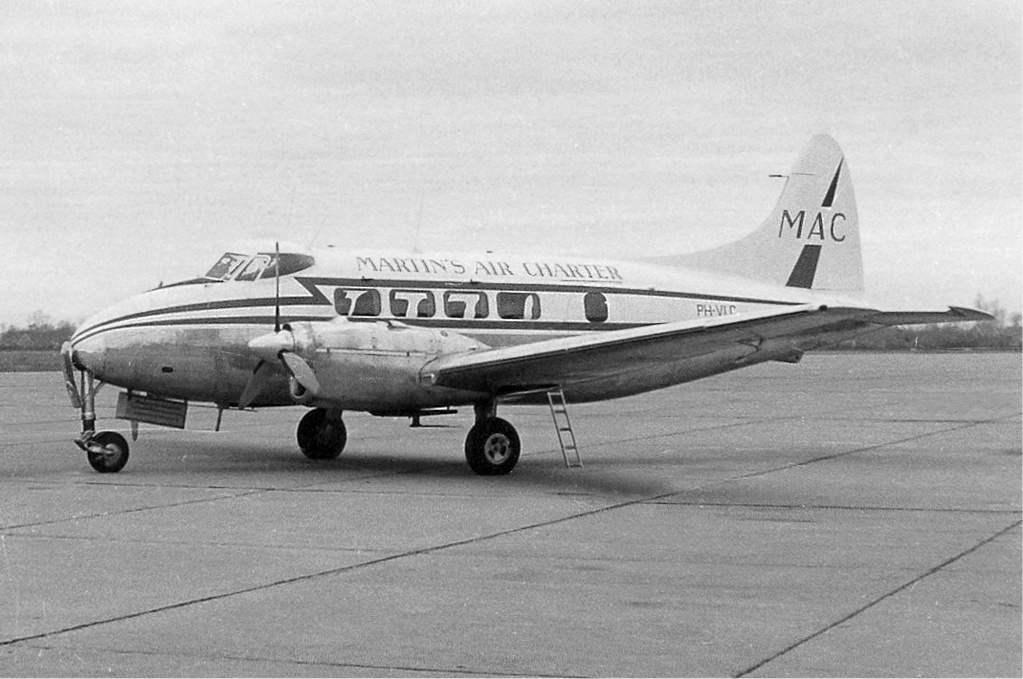
Martin's Air Charter de Havilland Dove en el aeropuerto de Groningen Eelde en el año 1960s.

La aerolínea fue fundada el 24 de mayo de 1958 como Martinair Chárter (MAC), por Martin Schröder y John Block, con un avión, un de Havilland Dove y cinco empleados. En 1963, Schröder vendió el 49 % de la compañía a cuatro accionistas de compañías navieras (12,25 % cada uno, que luego se combinaron en Nedlloyd ). KLM más tarde adquiririó el 50 % de las acciones que Martín Schröder conservaba dejándolo fuera de la compañía. El nombre fue cambiado a Martinair Holland en 1966. Se produjo un aumento en el volumen de negocios en 1967, con el ingreso en el mercado de Estados Unidos. Martinair adquirió su primer jet a propulsión año 1971. 
En 1991, el primer avión con el "Martinair Cargo" nombre fue introducido, y "Holland" fue eliminado de todas las aeronaves. En 1996, Martinair compró una participación del 40 % en un portador de carga de Colombia Tampa Cargo, con sede en Medellín, que se incrementó a 58 % en 2003. La participación en Tampa fue vendida en febrero de 2008 a Avianca, una empresa colombiana.
El presidente y CEO de Martinair, Martin Schröder, quien recibió el premio Tony Jannus en 1995 por sus contribuciones a la aviación comercial, se retiró en 1998 de las actividades del día a día.

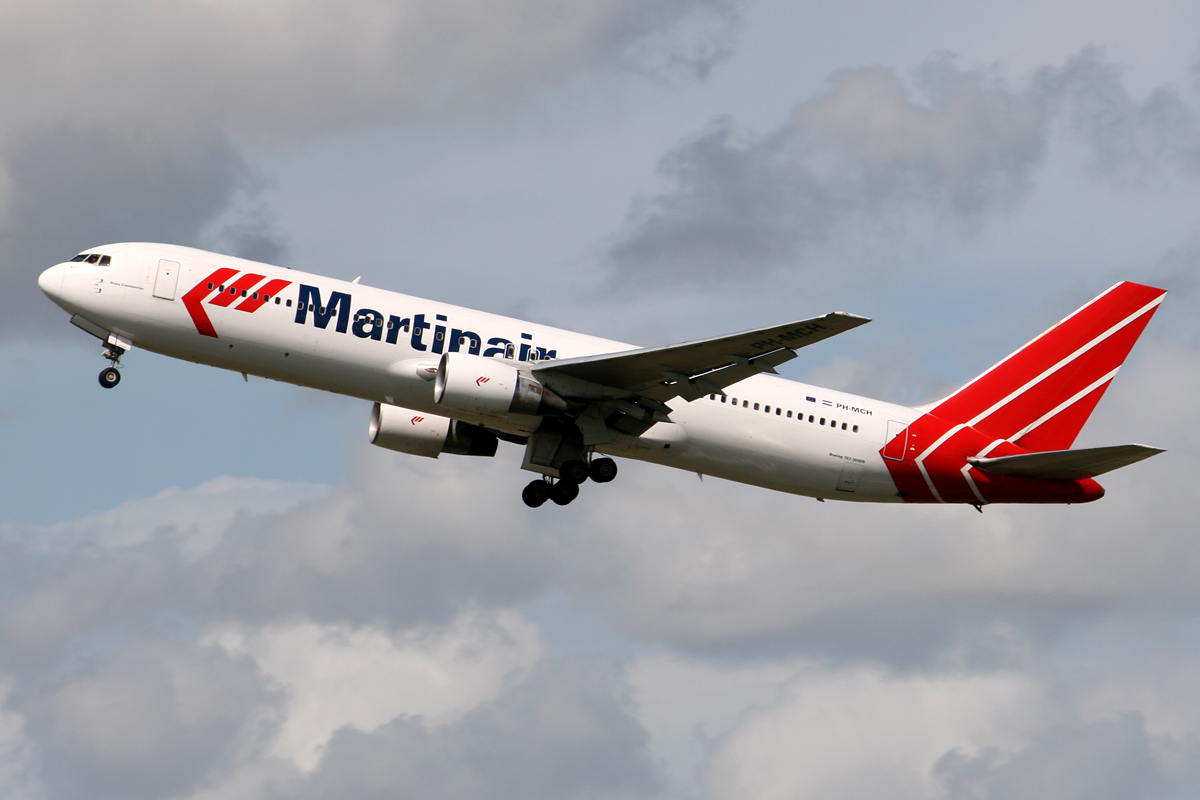
Martinair Boeing 767-300ER Despegando en el aeropuerto de Ámsterdam-Schiphol, Holanda. (2008)

También ese año, la Comisión Europea en Bruselas, rechazó la oferta de KLM para la compra de acciones de Nedlloyd, que habría hecho a KLM el único propietario. En junio de 2007, Martinair anunció que quería un único accionista, de preferencia KLM, y en 2008 se obtuvo el permiso de la Comisión Europea. La transferencia de las acciones restantes tuvieron lugar el 31 de diciembre de 2008.
En noviembre de 2007, Martinair cesó sus operaciones de corto alcance para concentrarse en sus actividades de carga y vuelos intercontinentales. Por una reestructuración interna en la empresa, se anuncia que la aerolínea dejaría de operar vuelos comerciales de pasajeros desde noviembre de 2011 y cede su operación a KLM, pasando a ser una aerolínea exclusiva de carga. En noviembre de 2010, la Comisión Europea multó a Martinair en € 29,5 millones, después de una investigación sobre la fijación de precios.

## Destinos
Martinair cuenta con amplias operaciones en la mayor parte del mundo. Vuela con Boeing 747-400 (conocido como 747-400SFs o 400BCFs) a Oriente Medio, Lejano Oriente y Australia, y McDonnell Douglas MD-11 a destinos en Europa, América y África.
- Arabia Saudita: (Riad).
- Argentina: (Buenos Aires).
- Baréin: (Manama).
- Brasil: (Campinas).
- Chile: (Santiago de Chile).
- Costa Rica: (San José).
- China: (Shanghái).
- Colombia: (Bogotá) (Medellín) (Cali).
- Ecuador: (Quito, Guayaquil).
- Emiratos Árabes Unidos: (Dubái, Sharjah).
- Estados Unidos: (Seattle, Miami).
- Países Bajos: (Ámsterdam-Schiphol).
- China: (Hong Kong).
- India: (Delhi, Chennai).
- Kenia: (Nairobi).
- Perú: (Lima).
- Puerto Rico: (San Juan, Aguadilla).
- Catar: (Doha).
- Singapur: (Ciudad de Singapur).
- Sudáfrica: (Johannesburgo).
- Sudán: (Jartum).
- Reino Unido: (Londres).
- Ruanda: (Kigali)
- Tailandia: (Bangkok).
- Uruguay: (Montevideo).
- Uganda: (Entebbe).
- Venezuela: (Caracas).
- Zimbabue: (Harare).
- Guatemala: (Guatemala).
- México: (Ciudad de México)
- San Salvador: (El Salvador)

## Flota

### Flota Actual

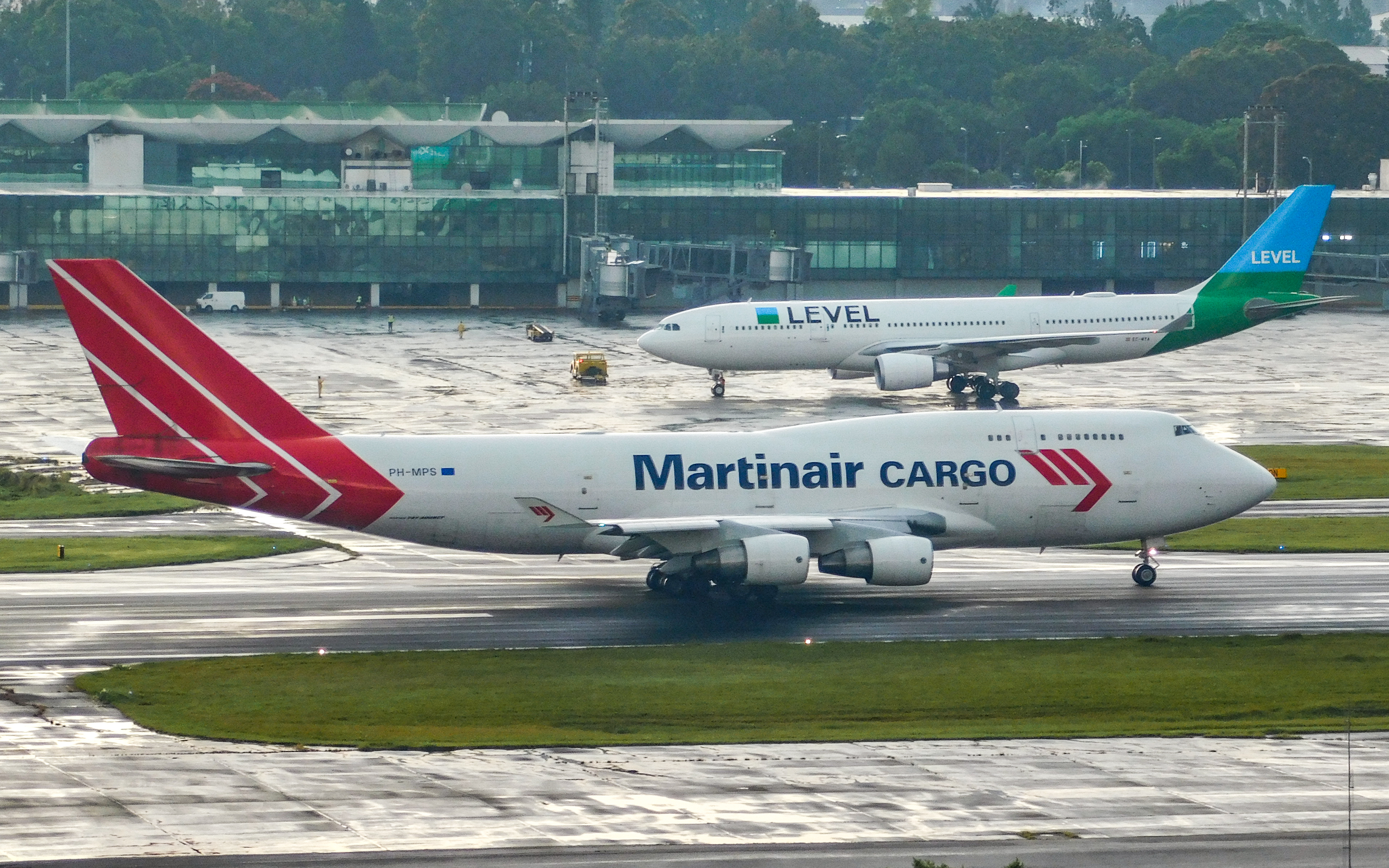
Boeing 747-400BCF PH-MPS en el Aeropuerto Internacional La Aurora.

A febrero de 2025, la flota de Martinair se compone de las siguientes aeronaves, con una edad media de 32.8 años:

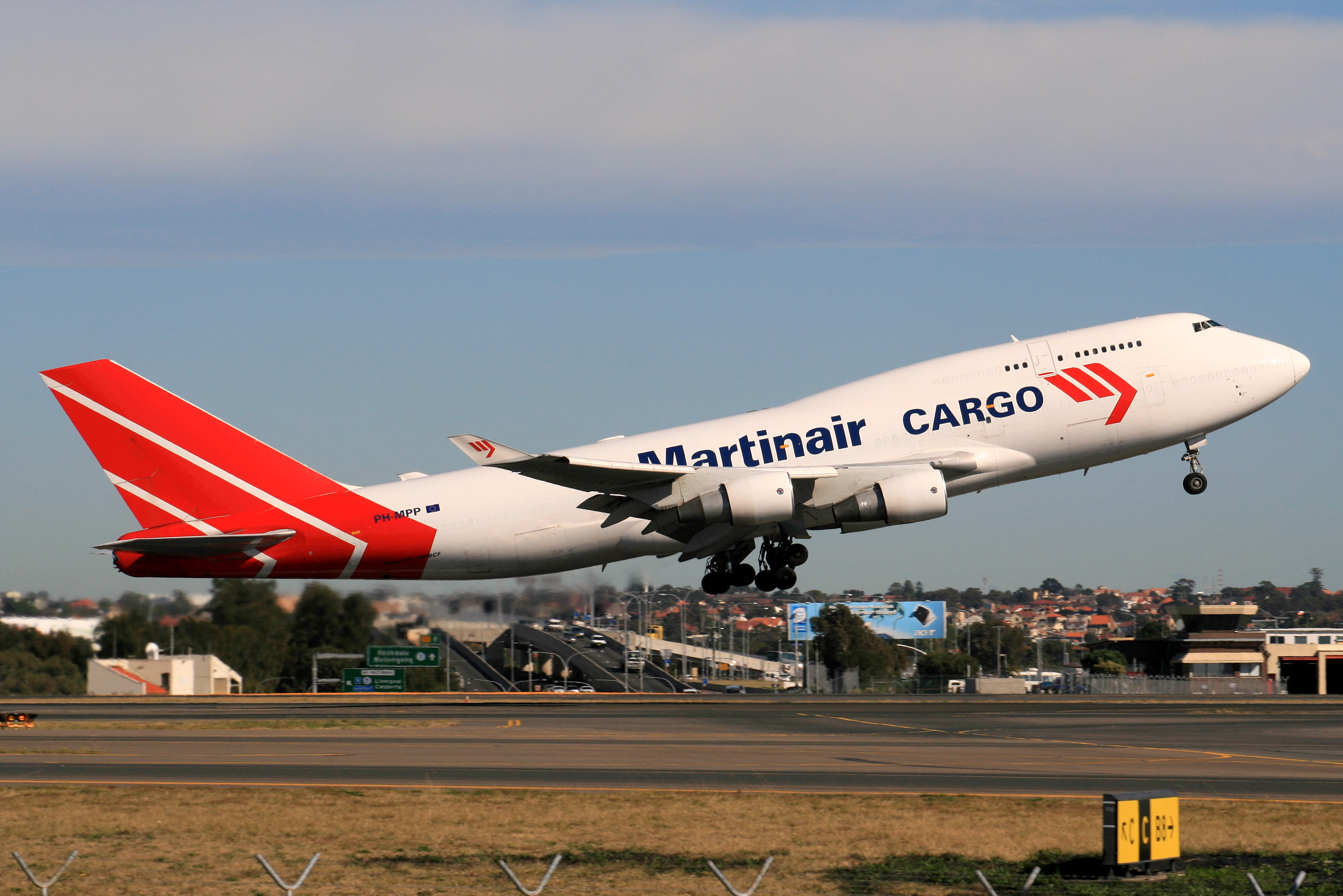
Un Martinair Cargo Boeing 747-400BCF Despegando en el aeropuerto de Sídney, Australia.

## Aerolíneas de Código Compartido
Martinair opera sus aviones cargueros con aerolíneas que no poseen este servicio:
- Avianca.
- British Airways.
- KLM.
- Qantas.
- Singapore Airlines.
- Varig.
- Virgin Atlantic Airways.

## Incidentes y accidentes
- Vuelo 138 de Martinair: el 4 de diciembre de 1974 un Douglas DC-8 se estrella contra una montaña en Sri Lanka, muriendo 191 personas.
- Vuelo 495 de Martinair: el 21 de diciembre de 1992 un Douglas DC-10 se estrella al intentar aterrizar en Portugal, muriendo 56 de los 327 pasajeros.